# يان فيرتونغن
يان فيرتونغن (بالهولندية: Jan Bert Lieve Vertonghen) (ولد في 24 أبريل 1987) هو لاعب كرة قدم بلجيكي يلعب مع نادي أندرلخت البلجيكي، كما يلعب لمنتخب بلجيكا في مركز الدفاع.

## روابط خارجية
- يان فيرتونغن على موقع الاتحاد الدولي (مؤرشف)  (الإنجليزية)
- يان فيرتونغن على موقع الاتحاد الأوربي (الإنجليزية)
- يان فيرتونغن على موقع الاتحاد البلجيكي (الإنجليزية)
- يان فيرتونغن على موقع إي إس بي إن إف سي (الإنجليزية)
- يان فيرتونغن على موقع قاعدة بيانات كرة القدم.إي يو (الإنجليزية)
- يان فيرتونغن على موقع بيانات كرة القدم. دي إي (الألمانية)
- يان فيرتونغن على موقع ليكيب (الفرنسية)
- يان فيرتونغن على موقع ناشيونال فوتبول تيمز (الإنجليزية)
- يان فيرتونغن على موقع Soccerbase.com (لاعب) (الإنجليزية)
- يان فيرتونغن على موقع Soccerway.com (الإنجليزية)